# ADV Ocean Shield
L’ADV Ocean Shield est un navire de la Royal Australian Navy (RAN).

## Histoire
Commandé par l'entreprise DOF Subsea (en) sous le nom de MSV Skandi Bergen, le navire a été construit par l'entreprise STX Europe. Pendant la construction, en mars 2012, le navire a été vendu à la Royal Australian Navy. Rebaptisé Ocean Shield, le navire est entré en service en juin 2012 en tant que navire de secours humanitaire et de catastrophe avec un équipage civil.
En mars 2014, il participe aux recherches du vol 370 Malaysia Airlines.